# Annals de Boyle
Els Annals de Boyle són un compendi de cròniques medievals d'Irlanda. Les entrades cobreixen fins a l'any 1253 i es considera una de les peces que van formar la Crònica d'Irlanda, encara que en forma de resum en comparació amb d'altres.
Els annals van estar a les mans de la família Croftons, després van pertànyer a Oliver St. John, primer vescomte de Limerick, i abans de 1630 finalment, va passar a pertànyer a la biblioteca de Sir Robert Cotton. L'obra va passar definitivament al Museu Britànic el 1753 junt amb altres manuscrits irlandesos de gran interès.
Els annals estan escrits en irlandès amb algunes entrades en llatí i no només són útils per als historiadors, també per als lingüistes que estudien l'evolució de la llengua irlandesa.